# 1998 WW31
1998 WW31 là một thiên thể bên ngoài Sao Hải Vương (TNO) và là một hệ thống đôi từ vành đai Kuiper nằm ở vùng ngoài cùng nhất của hệ Mặt Trời, với đường kính xấp xỉ 148 kilômét (92 dặm). Nó được các nhà thiên văn học người Mỹ Marc William Buie và Robert L. Millis tại Đài thiên văn quốc gia Kitt Peak ở Arizona, Hoa Kỳ quan sát lần đầu tiên vào ngày 18 tháng 11 năm 1998. Theo nhà thiên văn học Michael E. Brown, thiên thể màu xanh lam này "có thể" là một hành tinh lùn. Tháng 12 năm 2000, một vệ tinh hành tinh vi hình, được đặt tên là S/2000 (1998 WW31) 1 có đường kính 123 kilômét (76 mi) được phát hiện trong quỹ đạo của nó. Kể từ sau phát hiện Charon năm 1978, nó là vệ tinh đầu tiên trong số gần 100 vệ tinh được phát hiện tại vành ngoài của hệ Mặt Trời.

## Quỹ đạo và phân loại
Nằm bên ngoài quỹ đạo của Sao Hải Vương, 1998 WW31 là một thiên thể vành đai Kuiper cổ điển không cộng hưởng (cubewano) thuộc vùng quần thể nhiễu loạn (quần thể nóng), có độ nghiêng cao hơn so với quần thể không nhiễu loạn (quần thể lạnh). Nó quay quanh Mặt Trời ở khoảng cách 40,4-48,5 AU, chu kỳ quỹ đạo 296 năm và 2 tháng (108.178 ngày; bán trục chính 44,43 AU). Quỹ đạo của nó có độ lệch tâm 0,09 và độ nghiêng 7° so với đường hoàng đạo. Cung quan sát của thiên thể này bắt đầu tại Kitt Peak với lần quan sát đầu tiên vào ngày 18 tháng 11 năm 1998.

## Đánh số và đặt tên
Tính đến năm 2018, hành tinh nhỏ này vẫn chưa được Trung tâm Hành tinh nhỏ đánh số và đặt tên.

## Đặc trưng vật lý

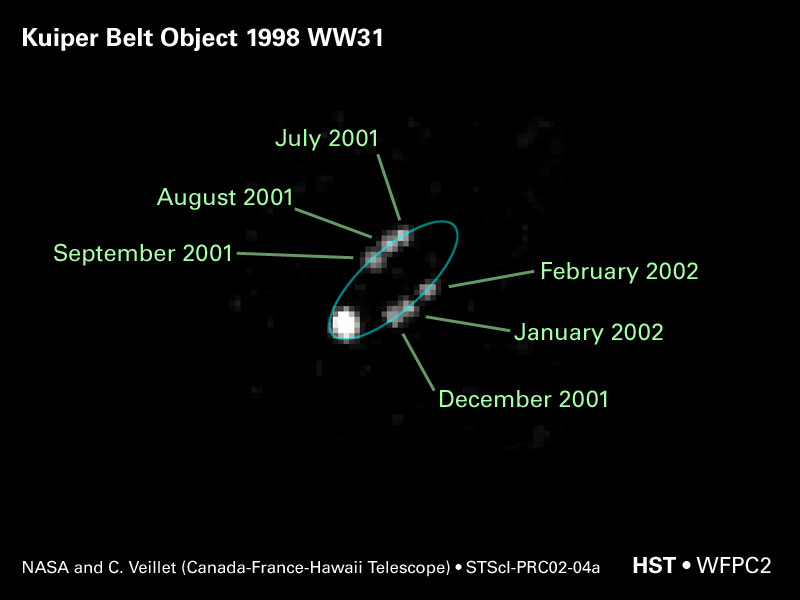
Hình ảnh ghép của ' với vệ tinh của nó trên quỹ đạo dài 587 ngày, do Hubble chụp giai đoạn 2001–2002.

1998 WW31 được người ta cho là có suất phản chiếu thấp chỉ khoảng 0,04, do màu lam trung tính của nó. Một số nguồn khác giả định nó có suất phản chiếu cao hơn, tương ứng là 0,10 và 0,16. Nó có chỉ số màu V–I  0,91, thấp hơn đáng kể so với chỉ số màu trung bình của các cubewano, nằm giữa khoảng chỉ số màu của sao chổi và troia của Sao Mộc.:35

### Vệ tinh
1998 WW31 là một hành tinh vi hình đôi với vệ tinh trên quỹ đạo của nó. Ngày 22 tháng 12 năm 2000, các nhà thiên văn  học người Pháp là Christian Veillet và Alain Doressoundiram hợp tác với J. Shapiro đã phát hiện ra vệ tinh này khi sử dụng kính viễn vọng Canada–Pháp–Hawaii tại Mauna Kea trên đảo Lớn (Big Island) ở Hawaii, Hoa Kỳ. Phát hiện này được công bố ngày 16 tháng 4 năm 2001 và được đặt tên tạm thời là S/2000 (1998 WW31) 1.
Nó là hệ đôi bên ngoài Sao Hải Vương đầu tiên được phát hiện sau Charon năm 1978, vệ tinh lớn nhất trong hệ Sao Diêm Vương–Charon. Kể từ đó thì gần 100 hệ đôi bên ngoài Sao Hải Vương đã được phát hiện. 1998 WW31 cũng là một trong những hệ đôi đối xứng nhất đã biết trong hệ Mặt Trời. Vệ tinh này có quỹ đạo lệch tâm cao khoảng 0,8 với chu kỳ quỹ đạo rất dài là 587 ngày và bán trục chính là 22.620 kilômét (14.060 mi).

### Đường kính và suất phản chiếu
Trong khi các đo đạc ban đầu đưa ra con số 148 km, vệ tinh này có đường kính 123 km (tỷ lệ 0,883) với đường kính của hệ tổ hợp là 192 km. Collaborative Asteroid Lightcurve Link đưa ra suất phản chiếu giả định là 0,10 và tính toán đường kính của hệ bằng 192 km dựa vào cấp sao tuyệt đối là 6,7, trong khi Mike Brown đưa ra đường kính 267 km với suất phản chiếu thấp hơn là 0,04.

### Chu kỳ tự quay
Tại thời điểm năm 2020, đường cong ánh sáng tự quay của 1998 WW31 vẫn chưa có được từ các quan sát quang trắc. Chu kỳ tự quay, cực và hình dạng của thiên thể này cũng chưa rõ.